# Василуди
Василуди (грч. Βασιλούδι) је насељено место у општини Лагадина у периферији Средишња Македонија, Грчка. Према попису из 2021. године било је 606 становника.
Према бугарском географу и историчару, Василу Канчову, у Василудију је 1900. године живело 125 Грка. После 1922. године насељене су грчке избегличке породице из Турске. На попису из 1928. године Василуди је имао 421 становника. Село се раније звало Левен.